# Enigmail
Enigmail es una extensión adicional para Mozilla y Mozilla Thunderbird para las versiones que funcionan bajo los sistemas Microsoft Windows y de tipo Unix, como GNU/Linux. Enigmail no es un motor criptográfico por sí mismo, sino que utiliza el GNU Privacy Guard (GnuPG o GPG) para realizar las operaciones de cifrado criptográfico, facilitando el trabajo ya que no es necesario cifrar o firmar ficheros de texto desde la línea de comandos y luego pegarlos manualmente al mensaje de correo electrónico.

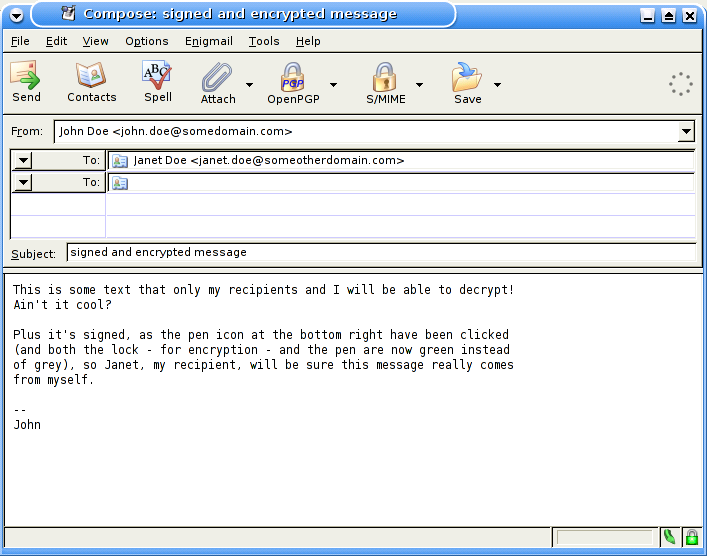
Captura de pantalla de Mozilla Thunderbird con Enigmail.